# Lethrinops atrilabris
Lethrinops atrilabris — вид окунеподібних риб родини цихлових (Cichlidae). Описаний у 2022 році.

## Назва
Видова назва atrilabris складається з двох латинських слів «ater» = чорний + «labris» = губа, і стосується чорних губ самців у шлюбному забарвленні.

## Поширення
Ендемік озера Малаві. Типові зразки зібрані тралом на глибині 95-105 м, на схід від острова Домве на півдні озера.